# Odontaster crassus
Odontaster crassus is een zeester uit de familie Odontasteridae.
De wetenschappelijke naam van de soort werd in 1905 gepubliceerd door Walter Kenrick Fisher.